# Socket AM3
Socket AM3 je patice procesoru pro platformu AMD vydaná v 1Q roku 2009. Je nástupce Socketu AM2+. Procesory určené pro Socket AM2+ do něj ale nelze osadit. Podporuje paměti typu DDR2 i DDR3. Byl uveřejněn s uvedením procesorů Phenom II.